# Carlos Borwin de Mecklemburgo-Strelitz
El duque Carlos Borwin de Mecklemburgo-Strelitz (Neustrelitz, 10 de octubre de 1888-Metz, 24 de agosto de 1908) fue un príncipe y militar alemán del siglo XX que es especialmente conocido por su muerte.

## Biografía
Nació en Neustrelitz, capital del gran ducado de Mecklemburgo-Strelitz. Fue el segundo varón y cuarto y último hijo del matrimonio formado por el Adolfo Federico, gran duque heredero de Mecklemburgo-Strelitz (futuro gran duque reinante bajo el nombre de Adolfo Federico V) y su esposa Isabel de Anhalt. Sus hermanos mayores fueron:
- María (1878-1948), casada con Jorge Jametel y después con el príncipe Julio Ernesto de Lippe;
- Jutta (1880-1946), casada con Danilo, príncipe heredero de Montenegro,
- Adolfo Federico (1882-1918), soltero.

Fue bautizado en la capilla del palacio de Neustrelitz un mes y medio después, el 15 de noviembre de 1888. Sus padrinos fueron importantes de la realeza europea, muestra de las relaciones familiares de la familia gran ducal.
Su educación tuvo dos etapas, una primera en Neustrelitz en el colegio público situado en la calle del Tiergarten y una segunda en Dresde, desde aproximadamente 1900, en el colegio Vitzhumschen (Vitzhumschen Gymnasiums). En 1905, tras completar su educación civil, siguió la carrera militar, ingresando en el ejército imperial alemán. Fue destinado a un regimiento de artillería de campo acuartelado en su Mecklemburgo natal.
Tras la muerte de Alberto de Prusia, regente del ducado de Brunswick, se barajó su nombre como posible candidato a la soberanía del ducado. La razón estribaba en que descendía de la casa de Hanover por vía femenina, al ser su abuela la princesa Augusta de Cambridge parte de la citada casa.  
Su muerte se produjo en Metz, adonde se había trasladado en julio de 1908 con objeto de seguir su educación en la academia militar de la ciudad, por entonces parte del Imperio alemán.

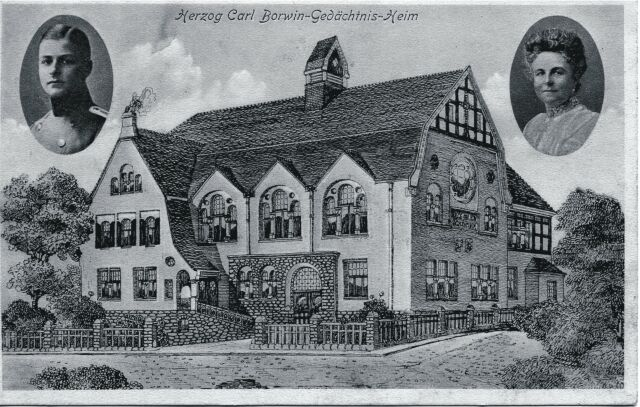
Postal que muestra la institución comunitaria fundada en su memoria en Neustrelitz por su madre.

Las circunstancias de su muerte son controvertidas. A pesar de que la versión oficial apuntaba a una crisis cardíaca, se apuntó también a un duelo con su cuñado Jorge Jametel, en defensa de su hermana María, o a un suicidio. Su cuerpo fue llevado rápidamente a Mecklemburgo-Strelitz, siendo enterrado con la única presencia de su padre y hermano. El cadáver no fue expuesto al público, lo que contribuyó a la expansión de rumores sobre su muerte.
Unos años después su madre fundó una institución comunitaria en Neustrelitz en memoria de Carlos Borwin.

## Títulos, órdenes y empleos

### Títulos
- Su Alteza el duque Carlos Borwin de Mecklemburgo[-Strelitz].[Nota 2][2]

### Órdenes
- Gran cruz con corona de gemas de la orden de la Corona Wéndica.[2] (Gran ducado de Mecklemburgo-Strelitz)
- Caballero de la orden del Grifón.[2] (Gran ducado de Mecklemburgo-Strelitz)
- Gran cruz de la orden de Alberto el Oso.[2] (Ducado de Anhalt)
- Gran cruz de la orden del Príncipe Danilo I.[2] (Reino de Montenegro)

### Empleos
- Teniente à la suite del regimiento de artillería de campo n.º 24 (de Holstein) del Ejército imperial alemán.